# SMEJ Plus
株式会社SMEJ Plus （エスエムイージェープラス、英: SMEJ Plus, INC.）は、ファンクラブ事業を行う日本の企業。SMエンタテインメント所属アーティストの日本におけるファンクラブコンテンツの企画・制作を手がけている。

## 概要
韓国のエンタテインメント企業・SMエンタテインメント（以下、SM）のグループ会社として、同グループの企業情報及びイベント情報を発信するサイト「SMTOWN OFFICIAL JAPAN」の運営や、SM所属アーティストの日本ファンクラブコンテンツの企画・制作を行っている。11アーティストのファンクラブの企画・制作事業を展開しており、登録会員数は50万人を超えている（2024年4月現在）。
2020年4月1日、グループ会社のプロフェッショナリズム向上と経営の安定化、ならびに責任ある経営の強化を目的として、SMの日本法人であるエスエム・エンタテインメント・ジャパン（現：SMEJ Holdings）から物的分割方式でSMEJ Plusが設立された。同社は、SMアーティストの日本ファンクラブ事業を展開することとなった。
2023年には、SMアーティストの韓国ファンクラブがKWANGYA CLUBからWEVERSE COMPANYが運営するWeverseへ移行したことに伴い、日本のファンクラブ運営もSMEJ PlusからWEVERSE JAPAN株式会社へ移管された。その後、ファンクラブプラットフォーム及びファンクラブサイトの運営はWEVERSE JAPANが担当し、コンテンツの企画・制作はSMEJ Plusが行っている。

## 沿革

### 設立・事業承継
- 2020年（令和2年）
  - 4月1日 - エスエム・エンタテインメント・ジャパン（以下、SMジャパン）が、SMアーティストの日本マネジメントを行う株式会社SMEJ[注 1]と、SMアーティストの日本ファンクラブ事業を展開する株式会社SMEJ Plusを設立した[4]。
  - 8月 - ネイバーが資本参加[9]。持分比率は、SMジャパン69.93%、ネイバー30.07%となった。（2024年第3四半期まで[10]）
  - 12月18日 - KeyHolderと資本業務提携。同社の第4位株主となる[11]。
- 2021年（令和3年）
  - 4月1日 - BoA・東方神起・SUPER JUNIOR・EXO・NCT 127のファンクラブ運営を、エイベックス・デジタルから承継[12]。
  - 8月23日 -「SMTOWN OFFICIAL JAPAN」の運営を、SMジャパンから承継[13]。
  - 12月 - 少女時代・SHINeeのファンクラブ運営を、ストリームメディアコーポレーションから承継[14]。

### 運営業務をWEVERSE JAPANへ移管
- 2023年（令和5年）
  - 4月28日 - 『SMTOWN FC GOODS ONLINE STORE』にて、SMEJ Plusプロデュース オリジナルグッズを販売開始[15]。
  - 9月12日 - 全アーティストのファンクラブ運営を、SMEJ PlusからWEVERSE JAPANに移管[6][注 2]。ファンクラブプラットフォーム及びファンクラブサイトの運営はWEVERSE JAPANが担当し、コンテンツの企画・制作はSMEJ Plusが行うこととなった[7]。これにより、SMEJ Plusプロデュース オリジナルグッズの販売サイトも『Weverse Shop JAPAN』へ変更され[16]、同月26日より販売が再開された[17]。
- 2024年（令和6年）
  - 4月1日 - 韓国情報サイト『PIVIm』をスタート[3]。
  - 12月26日 - ストリームメディアコーポレーションに、業務の一部を委託[2]。

## ファンクラブ

### 現在
| アーティスト          | FC名                  | 設立日        |
| --------------------- | --------------------- | ------------- |
| BoA                   | SOUL                  | 2003年4月1日  |
| 東方神起              | Bigeast               | 2006年4月1日  |
| SUPER JUNIOR          | E.L.F-JAPAN           | 2011年9月1日  |
| SHINee                | SHINee WORLD J        | 2012年9月3日  |
| EXO                   | EXO-L-JAPAN           | 2014年8月6日  |
| NCT 127               | NCTzen 127-JAPAN      | 2019年8月1日  |
| NCT DREAM             | NCTzen DREAM-JAPAN    | 2022年9月12日 |
| aespa                 | MY-J                  | 2022年12月1日 |
| WayV                  | WayZenNi-JAPAN        | 2023年2月22日 |
| NCT WISH              | NCTzen WISH-JAPAN     | 2024年2月28日 |
| RIIZE                 | BRIIZE JAPAN          | 2024年5月10日 |
| SMTOWN OFFICIAL JAPAN | SMTOWN OFFICIAL JAPAN | 2016年        |

- 日本のFC名は原則、グローバルFC名に「JAPAN」または「J」の文字が追加されている[注 4]。
- 現在、SMエンタテインメントに所属し日本デビューしているグループの中で、日本ファンクラブが設立されていないのはRed Velvetのみである。

### 過去
| アーティスト | FC名       | 期間                    |
| ------------ | ---------- | ----------------------- |
| 少女時代     | SONE JAPAN | 2012年11月 - 2024年12月 |

- グローバルFC「S♡NE」は、存続している。

## 会員特典
- DIGITAL MEMBERSHIP CARD
- 日本限定デジタル会員証
- 継続特典
- ライブ・イベント等のチケット最速先行
- スペシャルキットの発送（年1回）
- スペシャルデジタルコンテンツの公開（不定期）
- ファンクラブイベントの開催（不定期）
- ファンクラブ限定グッズ（不定期）
- バースデーメール
- メールマガジン
- ファンクラブサイトの閲覧

## SMTOWN OFFICIAL JAPAN
SMTOWN OFFICIAL JAPAN（エスエムタウン・オフィシャル・ジャパン、略：SMTJ）は、SMエンタテインメント所属アーティストに関する情報や、同社グループのイベント・企業情報を受け取ることができるサイトおよび会員制サービス。

### 概要
エスエム・エンタテインメント・ジャパンが2016年に開始した無料会員制サービス。2021年8月23日をもって、SMEJ Plusが事業を承継した。
サイト内にてSMエンタテインメント関連の情報を閲覧できるほか、会員登録をするとメールマガジンの配信や、SMTOWN LIVEおよび同社所属アーティストの単独公演チケット（一部）の先行販売サービスなどが受けられる。
2023年9月11日までは、各アーティストの日本ファンクラブ会員のみがSMTJに登録可能で、ファンクラブへの入会と同時に自動でSMTJへの登録が完了していた。しかし、それ以降はこの自動連携が廃止され、現在は誰でも登録できるようになっている。

### 沿革
- 2016年5月、エスエム・エンタテインメント・ジャパンが「SMTOWN OFFICIAL JAPAN」設立を発表。同サービスは当初、任意登録制であり、各アーティストのFC会員のみが入会可能だった。なお、設立時点での入会対象者は以下の通りである。
  - BoAファンクラブ「SOUL」
  - 東方神起ファンクラブ「Bigeast」
  - SUPER JUNIORファンクラブ「E.L.F-JAPAN」
  - 少女時代ファンクラブ「SONE JAPAN」
  - SHINeeファンクラブ「SHINee WORLD J」
  - EXOファンクラブ「EXO-L-JAPAN」

- 2018年10月より、各アーティストFCとの自動連携を順次開始。これにより、各FCの新規入会・継続更新時に、自動的にSMTJへ登録されるようになった[19]。連携開始日は、以下の通りである。
  - 10月2日 - 少女時代「SONE JAPAN」
  - 11月1日 - BoA「SOUL」/ f(x)「me(you) JAPAN[注 6]」 / EXO「EXO-L-JAPAN」
  - 11月13日 - 東方神起「Bigeast」/ SUPER JUNIOR「E.L.F-JAPAN」
  - 12月11日 - SHINee「SHINee WORLD J」
  - NCT 127・NCT DREAM・aespa・WayVは、FC設立と同時に自動連携開始。

- 2021年8月、同サービスの運営をSMEJ Plusが承継[13]。
- 2023年6月、サイト内にて、韓国情報ブログ 『STYLE PLUS』（現在のPIVImにあたる）をスタート[20]。
- 2023年9月、各アーティストFCとの自動連携を廃止[18]。以降は任意登録制となり、誰でも登録できるようになった。
- 2023年10月、公式SNSを開設[21]。
- 2024年4月、サイトをリニューアル[3]。SMエンタテインメント所属アーティスト情報やイベント情報を発信する『ARTIST/CORPORATE NEWS』と、韓国情報を発信する『PIVIｍ』の2つの窓口を設置[3]。

### 会員特典
- 会員限定サイトの閲覧
- メールマガジン配信サービス
- チケット先行販売（ただし、各主催者およびイベンター等の協力が得られる範囲に限る。）
- その他SMTJが定める特典

## PIVIm
PIVIm（ピヴィム）は、SMEJ Plusが運営する韓国情報サイト。2024年4月1日にスタートした。

### 概要
毎月渡韓しているスタッフが徹底的にリサーチを行い、韓国の食をメインに、文化・観光・ライフスタイルなどを複合的にまとめ上げている。
PIVIm監修には、同社エキスパート部門所属・メディア編集者歴25年以上の藤﨑聡子を起用し、伝統・豊かさ・美味しさを考慮した店選び、現地調査を行った記事のみで構成している。
前身は、2023年6月に『SMTOWN OFFICIAL JAPAN』内の「STYLE PLUS」ページにてスタートした韓国情報ブログ『STYLE PLUS』であり、2024年4月の同サイトリニューアルに伴い、新たにドメインを取得して運営が開始された。

### 掲載内容
- 韓国にある飲食店情報
- 韓国料理のレシピ
- SPゲストを迎えた特集／連載
- 編集部員によるコラム など

### 主な出演者
- 堤太輝（どりあんず）
- Dream Aya
- ENJIN
- パンツェッタ・ジローラモ
- ショウヘイ（MYTRO）
- YOU
- MEGUMI
- 藤﨑聡子

### スタッフ
- Supervisor：藤﨑 聡子（Miquroad／マネジメント業務提携）
- Sytem Director：五島 正道（Moving Crew代表）
- Web Designer：三浦 史香（Moving Crew）
- Web Director：藤井 沙知
- Brand Manager：伊東 智德
- Top Manager：金 東佑（SM ENTERTAINMENT JAPAN代表）

## グループ会社
- SMエンタテインメント
- SMEJ Holdings
- SM ENTERTAINMENT JAPAN